# A Szombathelyi Haladás 2010–2011-es szezonja
A Szombathelyi Haladás 2010–2011-es szezonja szócikk a Szombathelyi Haladás első számú férfi labdarúgócsapatának egy idényéről szól, mely sorozatban a 3., összességében pedig az 55. idénye a csapatnak a magyar első osztályban. A klub fennállásának ekkor volt a 91. évfordulója.

## Mérkőzések
| Színmagyarázat | Színmagyarázat |
| -------------- | -------------- |
|                | Győzelem.      |
|                | Döntetlen.     |
|                | Vereség.       |

### Monicomp Liga 2010–11

#### Őszi fordulók
| 1. forduló 2010. szeptember 4. 16:00 |

| Szolnoki MÁV          | 0 – 0               | Haladás                           |
| --------------------- | ------------------- | --------------------------------- |
| Remili 38' Ngalle 65' | (0 – 0) Jegyzőkönyv | Lengyel 21' Kenesei 85' Simon 87' |

| Tiszaligeti stadion, Szolnok Nézőszám: 1 500 Játékvezető: Takács János (magyar) |

- Elhalasztott mérkőzés.

| 2. forduló 2010. augusztus 7. 19:00 |

| Haladás                                 | 0 – 0               | Zalaegerszegi TE |
| --------------------------------------- | ------------------- | ---------------- |
| Molnár 21' Tóth 34' Simon 52' Rajos 85' | (0 – 0) Jegyzőkönyv | Panikvar 82′     |

| Rohonci úti stadion, Szombathely Nézőszám: 6 000 Játékvezető: Miquel Alvaro Garcia (chilei) |

| 3. forduló 2010. augusztus 14. 19:00 |

| Kaposvári Rákóczi                         | 1 – 0               | Haladás             |
| ----------------------------------------- | ------------------- | ------------------- |
| Jawad 9' Gujić 22' Pavlović 58' Okuka 80' | (1 – 0) Jegyzőkönyv | Iszlai 68' Nagy 85' |

| Rákóczi Stadion, Kaposvár Nézőszám: 2 500 Játékvezető: Szabó Zsolt (magyar) |

| 4. forduló 2010. augusztus 20. 19:00 |

| Lombard Pápa                                                                                  | 5 – 1               | Haladás                                                                      |
| --------------------------------------------------------------------------------------------- | ------------------- | ---------------------------------------------------------------------------- |
| Bárányos 32' (11-esből) Marić 50' 88' Germán 81' (11-esből) Gyömbér 84' Rajnay 25' Rebryk 74' | (1 – 1) Jegyzőkönyv | Tóth 22' Simon 17' Lengyel 34' Rajos 50' Nagy 56′ Molnár 57′ Lattenstein 68′ |

| Perutz Stadion, Pápa Nézőszám: 2 200 Játékvezető: Miquel Alvaro Garcia (chilei) |

| 5. forduló 2010. augusztus 28. 19:00 |

| Haladás     | 1 – 2               | Paksi FC                                                      |
| ----------- | ------------------- | ------------------------------------------------------------- |
| Kenesei 40' | (1 – 1) Jegyzőkönyv | Sifter 29' 2' Vayer 89' Bartha 12' Heffler 82' Magasföldi 90' |

| Rohonci úti stadion, Szombathely Nézőszám: 3 500 Játékvezető: Németh Ádám (magyar) |

| 6. forduló 2010. október 9. 16:30 |

| Kecskeméti TE                   | 1 – 0               | Haladás              |
| ------------------------------- | ------------------- | -------------------- |
| Némedi 79' (11-esből) Tököli 4' | (0 – 0) Jegyzőkönyv | Irhás 12' Molnár 20' |

| Széktói Stadion, Kecskemét Nézőszám: 1 700 Játékvezető: Solymosi Péter (magyar) |

- Elhalasztott mérkőzés.

| 7. forduló 2010. szeptember 18. 18:00 |

| Haladás                        | 1 – 1               | Budapest Honvéd                |
| ------------------------------ | ------------------- | ------------------------------ |
| Tóth 28' Kenesei 60' Simon 87' | (1 – 0) Jegyzőkönyv | Coira 61' Abass 52' Cuerda 60' |

| Rohonci úti stadion, Szombathely Nézőszám: 2 000 Játékvezető: Bede Ferenc (magyar) |

| 8. forduló 2010. szeptember 24. 17:00 |

| Videoton                                      | 3 – 1               | Haladás                                            |
| --------------------------------------------- | ------------------- | -------------------------------------------------- |
| Alves 12' 60' Gosztonyi 75' Nagy 38' Elek 51' | (1 – 0) Jegyzőkönyv | Kenesei 51' (11-esből) Tóth 30' Nagy 35' Simon 36' |

| Sóstói Stadion, Székesfehérvár Nézőszám: 2 875 Játékvezető: Berger József (magyar) Asszisztensek: Forgács Attila Vígh Tibor |

| 9. forduló 2010. október 2. 17:30 |

| Haladás                                                | 3 – 3               | Győri ETO                                                       |
| ------------------------------------------------------ | ------------------- | --------------------------------------------------------------- |
| Sipos 13' 89' Lengyel 49' 21' Schimmer 70' Kenesei 76' | (1 – 2) Jegyzőkönyv | Pilibaitis 5' 54' Trajković 41' Alekszidze 47' 64' Đorđević 71' |

| Rohonci úti stadion, Szombathely Nézőszám: 3 000 Játékvezető: Iványi Zoltán (magyar) |

| 10. forduló 2010. október 15. 19:00 |

| Újpest                                                             | 3 – 1               | Haladás                            |
| ------------------------------------------------------------------ | ------------------- | ---------------------------------- |
| Tisza 51' Rajczi 72' Barczi 75' Mitrović 39' Szokol 45' Takács 71' | (0 – 0) Jegyzőkönyv | Lattenstein 81' Irhás 11' Tóth 89' |

| Szusza Ferenc Stadion, Budapest Nézőszám: 3 557 Játékvezető: Veizer Roland (magyar) |

| 11. forduló 2010. október 23. 16:00 |

| Haladás                                                    | 4 – 0               | BFC Siófok                                  |
| ---------------------------------------------------------- | ------------------- | ------------------------------------------- |
| Kenesei 35' (11-esből) Tóth 74' 86' Nagy 79' 90' Sipos 44' | (1 – 0) Jegyzőkönyv | Fehér 34' Kecskés 65′ Tusori 73' Kocsis 83' |

| Rohonci úti stadion, Szombathely Nézőszám: 4 000 Játékvezető: Solymosi Péter (magyar) |

| 12. forduló 2010. október 30. 17:00 |

| Vasas                                                    | 2 – 1               | Haladás                        |
| -------------------------------------------------------- | ------------------- | ------------------------------ |
| Phantskhava 25' Németh 90+1' Mileusnić 64' Pavičević 87' | (1 – 1) Jegyzőkönyv | Sipos 23' Tóth 35' Kenesei 83' |

| Illovszky Rudolf Stadion, Budapest Nézőszám: 1 500 Játékvezető: Fábián Mihály (magyar) |

| 13. forduló 2010. november 6. 16:00 |

| Haladás                                     | 2 – 0               | MTK Budapest                      |
| ------------------------------------------- | ------------------- | --------------------------------- |
| Simon 24' Kenesei 45' Oross 47' Guzmics 86' | (2 – 0) Jegyzőkönyv | Ladányi 48' Vadnai 55' Vukmir 65' |

| Rohonci úti stadion, Szombathely Nézőszám: 3 000 Játékvezető: Vad II. István (magyar) |

| 14. forduló 2010. november 14. 17:30 |

| Ferencváros              | 2 – 1               | Haladás                                  |
| ------------------------ | ------------------- | ---------------------------------------- |
| Heinz 40' Maróti 62' 52' | (1 – 0) Jegyzőkönyv | Kenesei 84' 9′, 90+3′ Nagy 42' Oross 55' |

| Albert Flórián Stadion, Budapest Nézőszám: 5 000 Játékvezető: Szabó Zsolt (magyar) |

| 15. forduló 2010. november 20. 15:00 |

| Haladás                                                                   | 3 – 0               | Debreceni VSC                                                   |
| ------------------------------------------------------------------------- | ------------------- | --------------------------------------------------------------- |
| Fodrek 3' 45' 70' Tóth 72' (11-esből) Simon 34' Oross 77' Korolovszky 82' | (2 – 0) Jegyzőkönyv | Kiss 25' Rezes 41' Komlósi 52' Mijadinoszki 65' Malinauskas 71' |

| Rohonci úti stadion, Szombathely Nézőszám: 3 000 Játékvezető: Kassai Viktor (magyar) |

| 16. forduló 2010. november 27. 16:00 |

| Haladás                                                     | 3 – 1               | Szolnoki MÁV                        |
| ----------------------------------------------------------- | ------------------- | ----------------------------------- |
| Oross 54' Nagy 61' Kenesei 80' Irhás 20' Tóth 32' Simon 48' | (0 – 0) Jegyzőkönyv | Remili 58' 64′ Antal 26' Szalai 67' |

| Rohonci úti stadion, Szombathely Nézőszám: 2 500 Játékvezető: Sulyok Gergely (magyar) |

#### Tavaszi fordulók
| 17. forduló 2011. február 26. 16:00 |

| Zalaegerszegi TE | 1 – 1               | Haladás                         |
| ---------------- | ------------------- | ------------------------------- |
| Balázs 40'       | (1 – 1) Jegyzőkönyv | Kenesei 3' (11-esből) Sipos 73' |

| ZTE Aréna, Zalaegerszeg Nézőszám: 6 780 Játékvezető: Andó-Szabó Sándor (magyar) |

| 18. forduló 2011. március 5. 16:00 |

| Haladás                                    | 2 – 0               | Kaposvári Rákóczi              |
| ------------------------------------------ | ------------------- | ------------------------------ |
| Oross 4' Irhás 66' Sipos 82' Guzmics 90+2' | (1 – 0) Jegyzőkönyv | Grúz 15' Oláh 17' Petrazzi 65' |

| Rohonci úti stadion, Szombathely Nézőszám: 3 500 Játékvezető: Oláh Gábor (magyar) |

| 19. forduló 2011. március 12. 16:00 |

| Haladás                                      | 1 – 0               | Lombard Pápa                   |
| -------------------------------------------- | ------------------- | ------------------------------ |
| Kenesei 36' Nagy 59' Fodrek 71' Schimmer 88' | (1 – 0) Jegyzőkönyv | Tóth 55' Dlusztus 69' Nagy 83' |

| Rohonci úti stadion, Szombathely Nézőszám: 6 000 Játékvezető: Vad II. István (magyar) |

| 20. forduló 2011. március 19. 16:00 |

| Paksi FC                                          | 2 – 1               | Haladás                                                  |
| ------------------------------------------------- | ------------------- | -------------------------------------------------------- |
| Kiss 48' Vayer 84' Báló 21' Heffler 73' Szabó 75' | (0 – 1) Jegyzőkönyv | Halmosi 29' Tóth 16' Sipos 48' Korolovszky 56' Irhás 63' |

| Fehérvári úti stadion, Paks Nézőszám: 750 Játékvezető: Solymosi Péter (magyar) |

| 21. forduló 2011. április 2. 17:00 |

| Haladás                                         | 1 – 0               | Kecskeméti TE           |
| ----------------------------------------------- | ------------------- | ----------------------- |
| Tóth 90+3' 76' Fodrek 65' Halmosi 74' Oross 80' | (0 – 0) Jegyzőkönyv | Ebala 26' Radanović 68' |

| Rohonci úti stadion, Szombathely Nézőszám: 5 500 Játékvezető: Veizer Roland (magyar) |

| 22. forduló 2011. április 9. 17:30 |

| Budapest Honvéd                            | 3 – 1               | Haladás                                              |
| ------------------------------------------ | ------------------- | ---------------------------------------------------- |
| Lovrić 40' 69' 47' Ivancsics 78' Haman 56' | (1 – 0) Jegyzőkönyv | Halmosi 75' Nagy 25' Simon 34' Lengyel 43' Sipos 72' |

| Bozsik József Stadion, Budapest Nézőszám: 1 200 Játékvezető: Vad II. István (magyar) |

| 23. forduló 2011. április 17. 17:30 |

| Haladás                          | 2 – 0               | Videoton           |
| -------------------------------- | ------------------- | ------------------ |
| Halmosi 78' Kenesei 86' Nagy 55' | (0 – 0) Jegyzőkönyv | Elek 30' Alves 89' |

| Rohonci úti stadion, Szombathely Nézőszám: 6 000 Játékvezető: Solymosi Péter (magyar) Asszisztensek: Lemon Oszkár Takács Gábor |

| 24. forduló 2011. április 22. 17:00 |

| Győri ETO                     | 2 – 2               | Haladás                                |
| ----------------------------- | ------------------- | -------------------------------------- |
| Alekszidze 55' 58' Völgyi 40' | (0 – 0) Jegyzőkönyv | Kenesei 81' Tóth 90+1' 11' Rózsa 90+3' |

| ETO Park, Győr Nézőszám: 3 500 Játékvezető: Veizer Roland (magyar) |

| 25. forduló 2011. április 26. 16:30 |

| Haladás                                                 | 0 – 2               | Újpest                                                 |
| ------------------------------------------------------- | ------------------- | ------------------------------------------------------ |
| Rózsa 13' Simon 54' Halmosi 63′ Guzmics 73' Kenesei 83' | (0 – 1) Jegyzőkönyv | Lázár 44' Balajti 73' Szokol 27' Balogh 58' Pollák 89' |

| Rohonci úti stadion, Szombathely Nézőszám: 3 000 Játékvezető: Fábián Mihály (magyar) |

| 26. forduló 2011. április 30. 18:00 |

| BFC Siófok            | 0 – 0               | Haladás                             |
| --------------------- | ------------------- | ----------------------------------- |
| Graszl 37' Lukács 86' | (0 – 0) Jegyzőkönyv | Iszlai 7' Simon 61' Korolovszky 77' |

| Révész Géza utcai stadion, Siófok Nézőszám: 850 Játékvezető: Németh Ádám (magyar) |

| 27. forduló 2011. május 7. 19:00 |

| Haladás                       | 3 – 0               | Vasas      |
| ----------------------------- | ------------------- | ---------- |
| Oross 31' 35' 90' Kenesei 86' | (2 – 0) Jegyzőkönyv | Németh 77' |

| Rohonci úti stadion, Szombathely Nézőszám: 5 000 Játékvezető: Solymosi Péter (magyar) |

| 28. forduló 2011. május 11. 20:00 |

| MTK Budapest                             | 0 – 3               | Haladás                                                                 |
| ---------------------------------------- | ------------------- | ----------------------------------------------------------------------- |
| Hajdú 6' Ladányi 11' Hrepka 58′ Sütő 68′ | (0 – 1) Jegyzőkönyv | Kenesei 33' 6' Fodrek 81' Halmosi 87' Oross 4' Lengyel 22' Schimmer 24' |

| Hidegkuti Nándor Stadion, Budapest Nézőszám: 550 Játékvezető: Vad II. István (magyar) |

| 29. forduló 2011. május 15. 17:30 |

| Haladás                                                        | 1 – 1               | Ferencváros                               |
| -------------------------------------------------------------- | ------------------- | ----------------------------------------- |
| Iszlai 51' (11-esből) Fodrek 24' Nagy II G. 30′, 77′ Rózsa 90' | (0 – 0) Jegyzőkönyv | Rósa 61' Tutorić 14' Stanić 31' Heinz 90′ |

| Rohonci úti stadion, Szombathely Nézőszám: 6 000 Játékvezető: Andó-Szabó Sándor (magyar) |

| 30. forduló 2011. május 22. 17:30 |

| Debreceni VSC                                            | 1 – 2               | Haladás                                                |
| -------------------------------------------------------- | ------------------- | ------------------------------------------------------ |
| Coulibaly 26' (11-esből) Szakály 32' Illés 49' Ramos 65' | (1 – 0) Jegyzőkönyv | Sipos 57' Halmosi 67' Iszlai 27' Lengyel 59' Oross 87' |

| Oláh Gábor utcai stadion, Debrecen Nézőszám: 5 500 Játékvezető: Berger József (magyar) |

#### Végeredmény
| #   | Csapat              | M  | GY | D  | V  | G+ – G– | GK  | P                                                      | Megjegyzések                                   |
| --- | ------------------- | -- | -- | -- | -- | ------- | --- | ------------------------------------------------------ | ---------------------------------------------- |
| 1.  | Videoton (B)        | 30 | 18 | 7  | 5  | 59–29   | +30 | 61                                                     | 2011–2012-es Bajnokok Ligája – 2. selejtezőkör |
| 2.  | Paksi FC            | 30 | 17 | 5  | 8  | 54–38   | +16 | 56                                                     | 2011–2012-es Európa-liga – 1. selejtezőkör     |
| 3.  | Ferencváros         | 30 | 15 | 5  | 10 | 50–43   | +7  | 50                                                     | 2011–2012-es Európa-liga – 1. selejtezőkör     |
| 4.  | Zalaegerszegi TE    | 30 | 14 | 6  | 10 | 51–47   | +4  | 48 \|rowspan="8" style="background-color: #fafafa;" \| |                                                |
| 5.  | Debreceni VSCCV, K  | 30 | 12 | 10 | 8  | 53–43   | +10 | 46                                                     |                                                |
| 6.  | Újpest              | 30 | 13 | 6  | 11 | 50–38   | +12 | 45                                                     |                                                |
| 7.  | Kaposvári Rákóczi   | 30 | 13 | 4  | 13 | 41–42   | −1  | 43                                                     |                                                |
| 8.  | Haladás             | 30 | 11 | 8  | 11 | 42–36   | +6  | 41                                                     |                                                |
| 9.  | Győri ETO           | 30 | 10 | 11 | 9  | 40–35   | +5  | 41                                                     |                                                |
| 10. | Budapest Honvéd     | 30 | 11 | 7  | 12 | 36–39   | −3  | 40                                                     |                                                |
| 11. | Vasas SC            | 30 | 11 | 7  | 12 | 34–46   | −12 | 40                                                     |                                                |
| 12. | Kecskeméti TE (KGY) | 30 | 11 | 3  | 16 | 51–56   | −5  | 36                                                     | 2011–2012-es Európa-liga – 2. selejtezőkör1    |
| 13. | Lombard Pápa        | 30 | 10 | 5  | 15 | 39–52   | −13 | 35 \|rowspan="2" style="background-color: #fafafa;" \| |                                                |
| 14. | BFC SiófokÚ         | 30 | 8  | 10 | 12 | 29–41   | −12 | 34                                                     |                                                |
| 15. | MTK Budapest (K)    | 30 | 8  | 6  | 16 | 35–49   | −14 | 30                                                     | NB II                                          |
| 16. | Szolnoki MÁVÚ (K)   | 30 | 5  | 6  | 19 | 26–56   | −30 | 21                                                     | NB II                                          |

Utolsó frissítés: 2011. május 22. 
Forrás: MLSZ adatbank 
A rangsorolás alapszabályai: 1. összpontszám, 2. győzelmek száma, 3. gólkülönbség, 4. szerzett gólok száma, 5. egymás elleni eredmények összpontszáma,  6. egymás elleni eredmények gólkülönbsége, 7. egymás elleni eredmények szerzett góljainak száma, 8. egymás elleni eredmények idegenben szerzett góljainak száma.
1 A Kecskeméti TE a 2011–2012-es Európa-liga 2. selejtezőkörében indulhat, kupagyőztesként.
(B): Bajnokcsapat, (K): Kieső csapat, (F): Feljutó csapat, (I): Kupainduló, (R): A rájátszás győztese, (KGY): Kupagyőztes

#### Eredmények összesítése
Az alábbi táblázatban összesítve szerepelnek a Szombathelyi Haladás 2010/11-es bajnokságban elért eredményei.
| Ősz/tavasz (forduló)    | Otthon | Otthon | Otthon | Otthon | Otthon | Otthon | Otthon | Idegenben | Idegenben | Idegenben | Idegenben | Idegenben | Idegenben | Idegenben |
| Ősz/tavasz (forduló)    | M      | GY     | D      | V      | LG–KG  | GK     | P      | M         | GY        | D         | V         | LG–KG     | GK        | P         |
| ----------------------- | ------ | ------ | ------ | ------ | ------ | ------ | ------ | --------- | --------- | --------- | --------- | --------- | --------- | --------- |
| Őszi szezon (1–16.)     | 8      | 4      | 3      | 1      | 17–7   | +10    | 15     | 8         | 0         | 1         | 7         | 5–17      | –12       | 1         |
| Tavaszi szezon (17–30.) | 7      | 5      | 1      | 1      | 10–3   | +7     | 16     | 7         | 2         | 3         | 2         | 10–9      | 1         | 9         |
| Összesen (1–30.)        | 15     | 9      | 4      | 2      | 27–10  | +17    | 31     | 15        | 2         | 4         | 9         | 15–26     | –11       | 10        |

#### Helyezések fordulónként
| Forduló  | 1 | 2 | 3  | 4  | 5  | 6  | 7  | 8  | 9  | 10 | 11 | 12 | 13 | 14 | 15 | 16 | 17 | 18 | 19 | 20 | 21 | 22 | 23 | 24 | 25 | 26 | 27 | 28 | 29 | 30 |
| -------- | - | - | -- | -- | -- | -- | -- | -- | -- | -- | -- | -- | -- | -- | -- | -- | -- | -- | -- | -- | -- | -- | -- | -- | -- | -- | -- | -- | -- | -- |
| Helyszín | I | O | I  | I  | O  | I  | O  | I  | O  | I  | O  | I  | O  | I  | O  | O  | I  | O  | O  | I  | O  | I  | O  | I  | O  | I  | O  | I  | O  | I  |
| Eredmény | D | D | V  | V  | V  | V  | D  | V  | D  | V  | GY | V  | GY | V  | GY | GY | D  | GY | GY | V  | GY | V  | GY | D  | V  | D  | GY | GY | D  | GY |
| Helyezés | 8 | 9 | 13 | 16 | 16 | 16 | 16 | 16 | 16 | 16 | 16 | 16 | 15 | 15 | 15 | 15 | 14 | 14 | 12 | 13 | 12 | 13 | 11 | 13 | 13 | 13 | 13 | 10 | 9  | 8  |

Helyszín: O = Otthon; I = Idegenben. Eredmény: GY = Győzelem; D = Döntetlen; V = Vereség.

### Magyar kupa
| 3. forduló 2010. szeptember 21. 15:30 |

| Győrszemere KSK                           | 1 – 2               | Haladás                                         |
| ----------------------------------------- | ------------------- | ----------------------------------------------- |
| Sági 55' Regner 73' Török 75' Barabás 88' | (0 – 1) Jegyzőkönyv | Simon 17' Rácz 77' 77' Devecseri 29' Iszlai 44' |

| Nézőszám: 100 Játékvezető: Becséri Dániel (magyar) |

| 4. forduló 2010. október 27. 14:30 |

| Lipót SK                                | 2 – 5               | Haladás                                               |
| --------------------------------------- | ------------------- | ----------------------------------------------------- |
| Tóth 3' (öngól) Lappints 9' Lakatos 33' | (2 – 1) Jegyzőkönyv | Nagy 40' Kenesei 55' 58' Tóth 70' Oross 76' Sipos 39' |

| Nézőszám: 300 Játékvezető: Barna Gábor (magyar) |

| 5. forduló Első mérkőzés 2010. november 9. 18:00 |

| Videoton                                     | 3 – 0               | Haladás                                  |
| -------------------------------------------- | ------------------- | ---------------------------------------- |
| Alves 60' Vasiljević 72' Elek 83' Đorđić 12' | (0 – 0) Jegyzőkönyv | Oross 33' Nagy 45' Irhás 64' Guzmics 66' |

| Sóstói Stadion, Székesfehérvár Nézőszám: 2 500 Játékvezető: Iványi Zoltán (magyar) Asszisztensek: Albert István Medovarszki János |

| 5. forduló Visszavágó 2011. március 2. 16:00 |

| Haladás                                | 1 – 3               | Videoton                                   |
| -------------------------------------- | ------------------- | ------------------------------------------ |
| Gyurján 44' Devecseri 41' Jagodics 51' | (1 – 1) Jegyzőkönyv | Nikolics 37' Vasiljević 52' 62' Lencse 69' |

| Rohonci úti stadion, Szombathely Nézőszám: 300 Játékvezető: Böcskei Balázs (magyar) Asszisztensek: Péter Tamás Hofbauer Roland |

### Ligakupa

#### Csoportkör (C csoport)
| 2010. július 24. 19:00 |

| Haladás                                           | 2 – 1               | Lombard Pápa                     |
| ------------------------------------------------- | ------------------- | -------------------------------- |
| Tóth 38' Sipos 59' Nagy 26' Lengyel 43' Simon 77' | (1 – 1) Jegyzőkönyv | Abwo 31' Venczel 35' Heffler 82' |

| Rohonci úti stadion, Szombathely Játékvezető: Németh Ádám (magyar) |

| 2010. november 3. 18:00 |

| Ferencváros                | 0 – 0               | Haladás                            |
| -------------------------- | ------------------- | ---------------------------------- |
| Jakimovszki 14' Vattai 27' | (0 – 0) Jegyzőkönyv | Lengyel 50' Tóth 58' Devecseri 90' |

| Albert Flórián Stadion, Budapest Játékvezető: Radványi Ádám (magyar) |

| 2010. december 1. 13:00 |

| Lombard Pápa                             | 2 – 3               | Haladás                           |
| ---------------------------------------- | ------------------- | --------------------------------- |
| Bali 4' Tóth G. 42' Bíró 66' Venczel 87' | (2 – 2) Jegyzőkönyv | Rácz 9' Lattenstein 44' Simon 65' |

| Perutz Stadion, Pápa Játékvezető: Kovács Zoltán (magyar) |

| 2011. február 16. 12:45 |

| Haladás             | 1 – 1               | Ferencváros             |
| ------------------- | ------------------- | ----------------------- |
| Sipos 43' Simon 58' | (1 – 0) Jegyzőkönyv | Pölöskey 90+3' Papp 43' |

| Illés Béla Labdarúgó Akadémia, Szombathely Játékvezető: Szilasi Szabolcs (magyar) |

#### A C csoport végeredménye
| Színmagyarázat | Színmagyarázat                                                 |
| -------------- | -------------------------------------------------------------- |
|                | A csoportelső bejutott a negyeddöntőbe.                        |
|                | A csoport többi helyezettje nem folytathatta a kupaszereplést. |

| Csapat       | M | Gy | D | V | G+ | G– | Gk | P |
| ------------ | - | -- | - | - | -- | -- | -- | - |
| Haladás      | 4 | 2  | 2 | 0 | 6  | 4  | +2 | 8 |
| Ferencváros  | 4 | 1  | 3 | 0 | 5  | 3  | +2 | 6 |
| Lombard Pápa | 4 | 0  | 1 | 3 | 5  | 9  | –4 | 1 |

#### Negyeddöntő
| 2011. február 19. 15:00 |

| Győri ETO                                                     | 1 – 2               | Haladás                                                     |
| ------------------------------------------------------------- | ------------------- | ----------------------------------------------------------- |
| Pilibaitis 32' (11-esből) Völgyi 61' Trajković 62' Koltai 68' | (1 – 1) Jegyzőkönyv | Kenesei 20' Tóth 66' 81' Guzmics 18' Fodrek 36' Halmosi 58' |

| ETO Park, Győr Játékvezető: Németh Ádám (magyar) |

| 2011. február 22. 14:30 |

| Haladás                              | 1 – 1               | Győri ETO                                         |
| ------------------------------------ | ------------------- | ------------------------------------------------- |
| Gyurján 50' Rajos 53′, 79′ Ugrai 90' | (0 – 1) Jegyzőkönyv | Ji-Paraná 39' Windecker 40' Völgyi 54' Molnár 83' |

| Rohonci úti stadion, Szombathely Játékvezető: Kovács Zoltán (magyar) |

#### Elődöntő
| 2011. március 27. 17:30 |

| Haladás                             | 0 – 2               | Debreceni VSC                                               |
| ----------------------------------- | ------------------- | ----------------------------------------------------------- |
| Nagy II G. 44' Tóth 61' Csontos 84' | (0 – 1) Jegyzőkönyv | Coulibaly 45' (11-esből) 62' Yannick 8' Ramos 71' Fodor 85' |

| Rohonci úti stadion, Szombathely Játékvezető: Szilasi Szabolcs (magyar) |

| 2011. március 30. 16:30 |

| Debreceni VSC   | 0 – 0               | Haladás |
| --------------- | ------------------- | ------- |
| Spitzmüller 47' | (0 – 0) Jegyzőkönyv |         |

| Oláh Gábor utcai stadion, Debrecen Játékvezető: Kovács Zoltán (magyar) |